# Plantación Destrehan
Plantación Destrehan (en francés: Plantation Destrehan) es una histórica casa de plantación antebellum, de estilo colonial francés, modificada con elementos arquitectónicos del neogriego. Se encuentra situada en el sureste de Luisiana, cerca de la localidad del mismo nombre, Destrehan.
Durante el siglo XIX, la plantación fue una importante productora de añil y luego de caña de azúcar. La casa se asocia más comúnmente con su segundo propietario, Jean-Noël Destréhan, quien sirvió brevemente como el primer senador de Estados Unidos por Luisiana en 1812. Fue influyente en la transición del territorio de Orleans a la categoría de estado.
La casa está incluido en el Registro Nacional de Lugares Históricos por su calidad arquitectónica y su asociación con personas y eventos importantes en la historia de Luisiana.

## Historia

### Robert Antoine Robin de Logny (-1792)

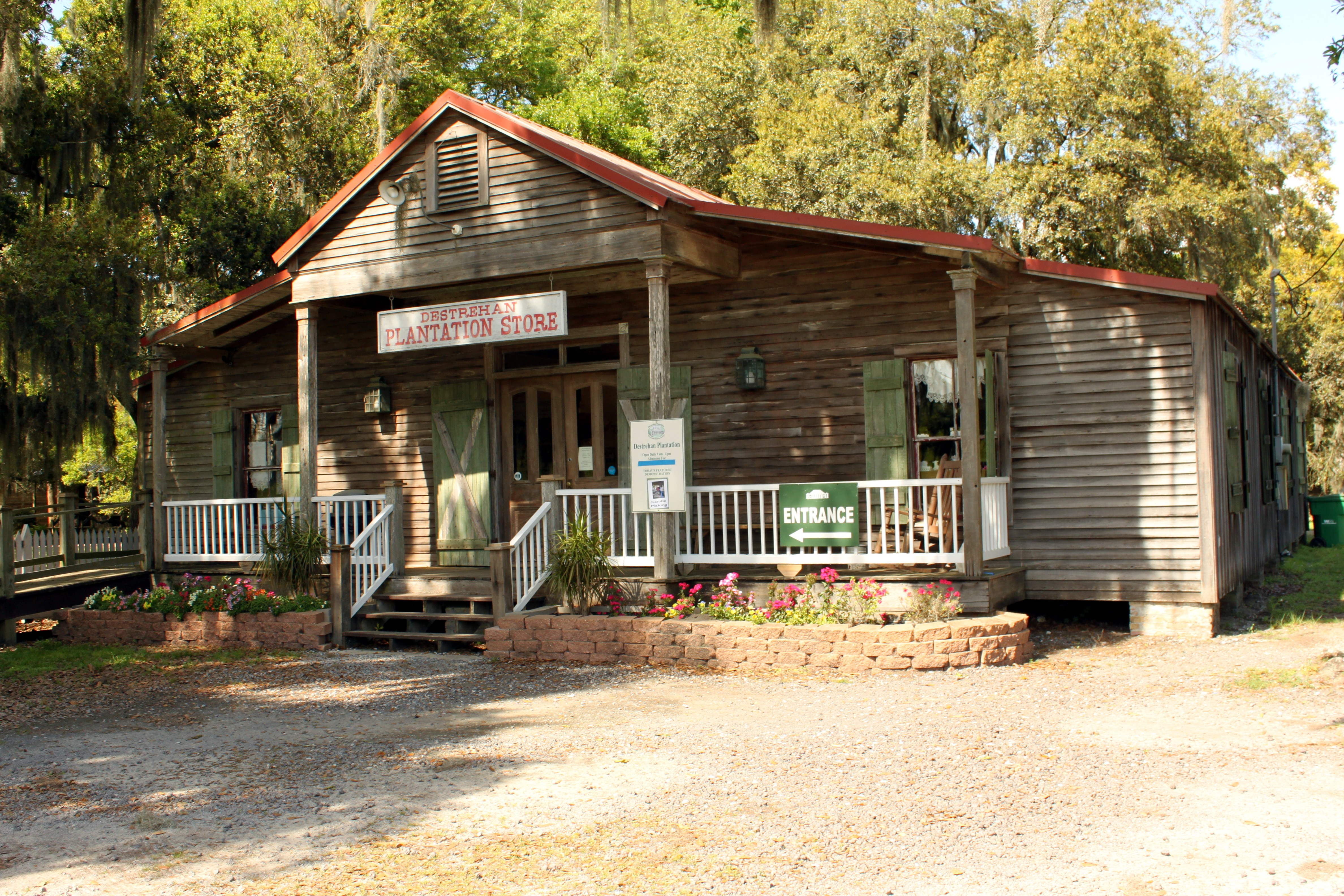
Tienda de la plantación de Destrehan

La casa se construyó a partir de 1787 y se completó en 1790, durante el período del dominio español. Robert Antoine Robin de Logny contrató a Charles Pacquet, un carpintero mulato, para construir una casa elevada al estilo de las Indias Occidentales o criollo, con dependencias para sustentar su plantación de añil. A Pacquet se le dio el uso de seis esclavos para construir la casa. Cuando se completó el trabajo, Pacquet recibió la siguiente remuneración: "un negro bruto", una vaca y un ternero, 100 fanegas de maíz y arroz cada uno, y 100 dólares en efectivo. El contrato de construcción, aún archivado en el juzgado de la parroquia de St. Charles en Hahnville, convierte a la casa en la más antigua documentada en el valle inferior del río Misisipi.

### Jean-Noël Destréhan (1754–1823)
Tras la muerte de propietario original en diciembre de 1792, la plantación fue comprada en una subasta por su yerno, Jean Noël Destréhan, que se había casado con Marie-Claude Céleste Eléonore Robin de Logny (1770-1824), en 1786. Los Destréhan tuvieron un total de 14 hijos, lo que requirió la adición de dos alas adosadas, o garçonnières, para sus hijos y el cerramiento de la planta baja.
En la década de 1790, debido a las malas cosechas y la plaga del añil, se comenzó a cultivar caña de azúcar, después de que, Étienne de Boré, perfeccionara la granulación del azúcar para convertirlo en un cultivo comercial rentable. La plantación se convirtió en el principal productor de azúcar en la parroquia de St. Charles en 1803.
Después de la compra de Luisiana, cuando la antigua colonia se había convertido en territorio estadounidense, la plantación estuvo involucrada en una importante revuelta de esclavos, el levantamiento de la costa alemana de 1811. Debido a eso se llevaron a cabo tres juicios rápidos. El tribunal de Destrehan resultó en la ejecución inmediata de dieciocho rebeldes (al parecer por fusilamiento), incluidos tres de los antiguos esclavos de Jean-Noël.

### Stephen Henderson (1773–1838)

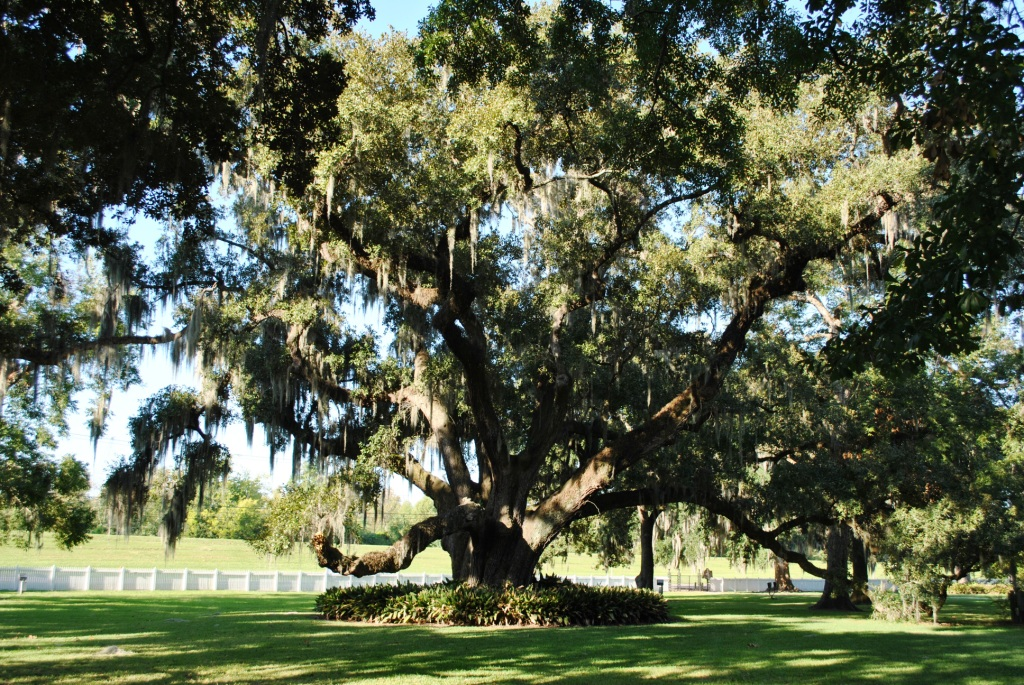
Viejo roble vivo en la plantación Destrehan

La propiedad volvió a cambiar tras la muerte de Jean-Noël Destréhan en 1823. Dos años más tarde, su yerno Stephen Henderson compró la plantación. Henderson era un inmigrante escocés que había llegado a Estados Unidos sin un centavo pero se convirtió en un empresario extremadamente rico. En 1816 se había casado con Marie Eléonore "Zelia" Destréhan, que tenía 16 años en el momento de su matrimonio; Henderson tenía 42 años.
El testamento de Henderson fue bastante controvertido en su época, ya que estipulaba que todos sus esclavos serían liberados; y a los que lo desearan se les daría transporte a Liberia. Para los que se quedaron, se iba a establecer una fábrica para que los esclavos liberados fabricaran zapatos y ropa, y 25 años después de su muerte se iba a construir una ciudad en los terrenos de la plantación y se llamaría Dunblane. La familia impugnó el testamento; y después de 12 años de litigio y una apelación ante la Corte Suprema de Luisiana, el testamento fue anulado por un tecnicismo legal.

### Pierre Adolphe Rost (1797–1868)

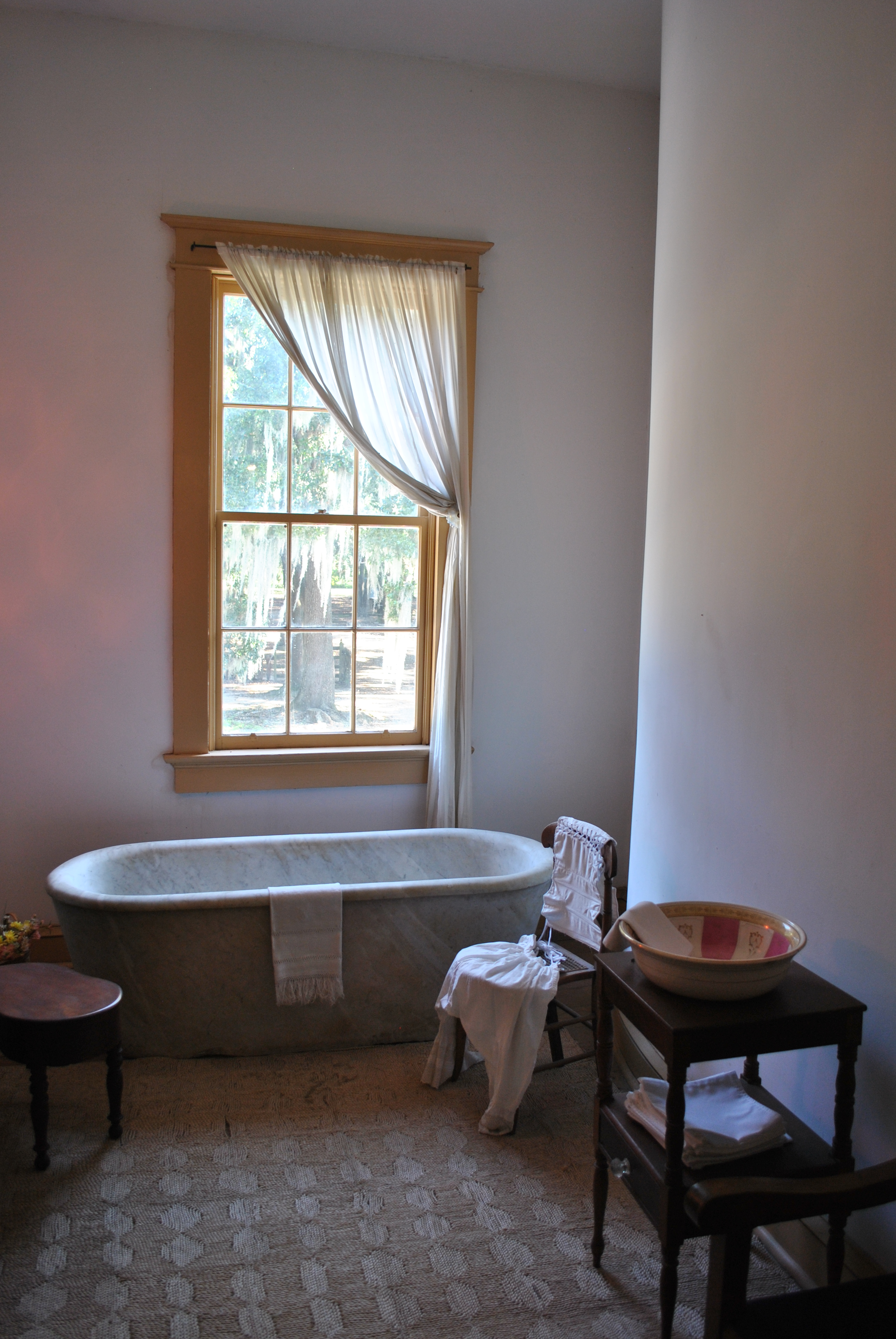
La bañera de mármol de 640 kg (1.400 lb), que se rumorea que es un regalo de Napoleón Bonaparte a la familia

Pierre Adolphe Rost, juez de la Corte Suprema de Luisiana de 1845 a 1853, compró la plantación en 1839. Él y su esposa, Louise Odile Destréhan, otra hija de Jean-Noël Destréhan, comenzaron a remodelar la casa en el entonces popular estilo neogriego. Las puertas y ventanas se adornaron con detalles del neogriego, las columnas de madera de la fachada se revestiron con ladrillos enlucidos y la galería trasera se cerró para crear un vestíbulo de entrada. Además, retiradas de la galería trasera, se reinstalaron escaleras de caracol en el salón central; y en el exterior, el estuco fue tallado para que pareciera piedra.
Tras el advenimiento de la Guerra de Secesión, Rost ofreció sus servicios a los Estados Confederados de América y fue asignado como representante diplomático de la CSA en España, donde permaneció con su familia durante la mayor parte de la guerra. Después de que terminó la Guerra Civil en 1865, la Oficina de Libertos se apoderó de la plantación y se estableció la Colonia Rost Home. El plan era que los libertos tuvieran acceso a ayuda médica y educativa, además de trabajar por un salario o por una parte de las cosechas. La Colonia Rost Home fue la más exitosa de las creadas en Luisiana y proporcionó ganancias a la Oficina.
También en 1865, Pierre Rost regresó de Europa, con el perdón del presidente Andrew Johnson, y exigió la devolución de sus propiedades. La colonia existió durante un año más, pagando el alquiler de Rost, y el último colono partió en diciembre de 1866. Rost falleció en 1868 y su esposa y su hijo, Emile Rost, continuaron viviendo en la plantación. Emile Rost vendió la plantación en 1910 a Destrehan Planting and Manufacturing Company, poniendo fin a la propiedad familiar de la finca después de 123 años.

### American Oil Company
En 1914, la Mexican Petroleum Company, antecesora de la American Oil Company, compró la propiedad y construyó una refinería de petróleo. La empresa derribó los edificios auxiliares alrededor de la casa solariega y construyó viviendas para los empleados. La mansión en sí se utilizó de diversas formas, incluso como casa club. En 1959, American Oil derribó la refinería y abandonó el sitio; los siguientes 12 años trajeron un rápido deterioro para la casa.
Debido en parte a una antigua leyenda de que el corsario Jean Lafitte había escondido un tesoro en la casa, los buscadores de tesoros dejaron grandes agujeros en las paredes. Los vándalos también despojaron al edificio de sus repisas de mármol italiano, paneles de ciprés, baldosas de cerámica de estilo español y cristales de las ventanas.

### River Road Historical Society
En 1971, American Oil donó la casa y 4 acres (16 187,4 m²) de terreno a la River Road Historical Society, una organización sin fines de lucro. La compañía petrolera continuó su apoyo en 1990 donando dinero para la instalación de un sistema de rociadores contra incendios y un nuevo techo, además de donar 12,8 acres (51 799,8 m²) de terreno circundante.
La plantación Destrehan está abierta todos los días para visitas guiadas que interpretan las vidas de los antiguos residentes de la plantación, tanto libres como esclavos. La mayoría de los días se muestran artesanías de época, como teñir con índigo, hacer velas y cocinar a fuego abierto.

## En la cultura popular
La Plantación Destrehan se utilizó como ubicación en los siguientes filmes y programas de televisión:

### Filmes
- 12 años de esclavitud (2013)
- Entrevista con el vampiro (1994)
- Lemonade: partes de la película de Beyoncé se grabaron en la plantación (2016)

### Programas de televisión
- Flip My Food with Chef Jeff (2015)
- NCIS: New Orleans (2015)
- Ravenswood (2013)

Fuente: